# Louise de Guéhéneuc
Pour les articles homonymes, voir Guéhéneuc.

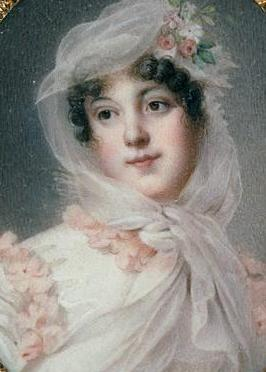
Miniature de Jean-Baptiste Isabey (1767–1855), vers 1802.

Louise Antoinette Scholastique Guéheneuc, épouse Lannes, duchesse de Montebello (26 février 1782 à Paris - 5 juillet 1856 à Paris) est la fille du sénateur et financier François-Scholastique, comte de Guéhéneuc. Elle est la sœur du général Charles Louis Joseph Olivier, comte de Guéhéneuc.
Le 16 septembre 1800 (elle est alors âgée de 18 ans), à Dornes (dans la Nièvre, où son père est administrateur des forêts), elle épouse le général de brigade Jean Lannes (1769-1809), lequel a divorcé de sa première épouse adultère.

## Biographie
Sur la beauté de sa taille et de son visage, tous ses contemporains sont d'accord. Ces avantages physiques s'accrurent encore quand elle fut mariée, et elle devint vraiment une des plus belles femmes de Paris. Pourtant elle ne cherchait point à se mettre en relief. N'aimant pas la danse et guère la conversation, elle paraissait « froide, assez sèche et silencieuse », mais ceux qui la connaissaient bien la savaient « douce, point envieuse », ni médisante.

### Duchesse de Montebello
Dans son intérieur, la maréchale Lannes se montra la meilleure des mères et des épouses. À la cour, elle fut un des modèles que Napoléon eût voulu voir imité par toutes les jeunes femmes. Elle avait reçu une excellente éducation et, dès le Consulat, elle avait brillé comme ambassadrice de France à la cour de Portugal. Ces missions diplomatiques étaient de bonnes écoles de savoir-vivre. Une bourgeoise intelligente qui avait porté les paniers dans une capitale étrangère et qui connaissait à fond l'étiquette était assurée de faire partout grande figure. C'était le cas de la future duchesse de Montebello, dont l'exemple et les conseils contribuèrent autant que les leçons de l'Empereur à façonner son rude époux.
Elle vécut une existence heureuse et comblée pendant neuf ans. Mais son bonheur fut brutalement bouleversé en 1809 par la mort de son mari qu’elle aimait tendrement. À la nouvelle de la grave blessure, la maréchale partit sur le champ pour l'Autriche en compagnie de son frère, le colonel Guéhéneuc. Arrivée à Munich, elle apprit que tout était fini, et regagna Paris, brisée par la douleur.

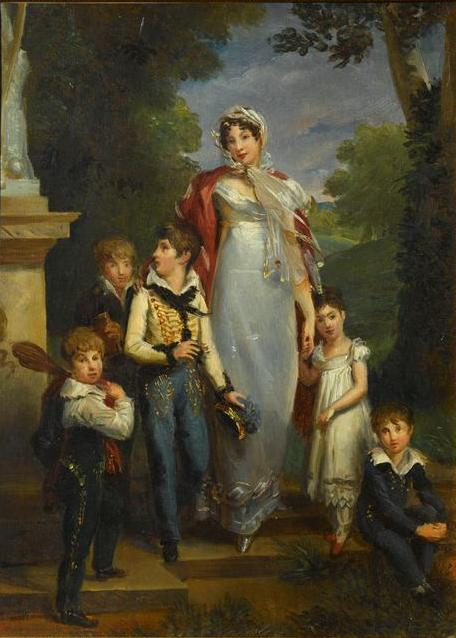
François Gérard (1770–1837), La maréchale Lannes et ses cinq enfants (1818), Musée de l'Histoire de France (Versailles).

« Ma cousine, le maréchal est mort ce matin des blessures qu'il a reçues sur le champ d'honneur. Ma peine égale la vôtre. Je perds le général le plus distingué de mes armées, mon compagnon d'armes depuis seize ans, celui que je considérais comme mon meilleur ami. Sa famille et ses enfants auront toujours du soin particulier à ma protection. C'est pour vous en donner l'assurance que j'ai voulu vous écrire cette lettre, car je sens que rien ne peut alléger la juste douleur que vous éprouvez. La présente n'étant à autre fin, je prie Dieu qu'il vous ait, ma cousine, en sa sainte et digne garde. »
— À Ebersdorf, le 31 mai 1809, Napoléon

### Première dame d'honneur de Marie-Louise
Quelques mois plus tard, Napoléon la nomma au poste de dame d'honneur de l'impératrice Marie-Louise la duchesse de Montebello ; le comte de Beauharnais pour chevalier d'honneur, et le prince Aldobrandini pour écuyer. 
La duchesse de Montebello fut dans le temps un de ces choix heureux qui emportèrent l'approbation universelle. Elle était jeune, belle, d'une conduite parfaite, et veuve d'un général dit le Roland de l'armée, qui venait d'expirer tout récemment sur le champ de bataille. Ce choix fut très agréable à l'armée, et rassura le parti national, qui s'effrayait de ce mariage, du nombre et de la qualité des chambellans dont on l'entourait, comme d'un pas vers ce que plusieurs appelaient la contre-révolution, et cherchaient à faire considérer comme telle.
Offerte de bonne grâce, cette faveur fut reçue sans enthousiasme. La bénéficiaire aurait préféré se consacrer tout entière à l'éducation de ses fils ; c'est pour eux sans doute, en prévision de leur avenir, qu'elle accepta la lourde tâche imposée par sa nouvelle dignité.
Son premier devoir fut de se rendre à Braunau am Inn, sur la frontière bavaroise, pour y recevoir l'archiduchesse. En passant par Strasbourg, elle ne résista pas au désir imprudent de voir le corps embaumé de son mari qui attendait dans une crypte son transport solennel à Paris. Le gardien de la glorieuse dépouille eut la faiblesse d'y consentir. Cette lugubre visite eut lieu à minuit, à la lueur d'une lanterne :
« Enfin nous arrivâmes à l'hôtel de la mairie ; madame de Montebello donna l'ordre à ses gens de l'attendre ; elle descendit lentement avec son cousin et moi jusqu'à la porte de la salle basse. Une lanterne nous éclairait à peine ; la duchesse tremblait et affectait une sorte d'assurance ; mais, lorsqu'elle pénétra dans une espèce de caveau, le silence de la mort qui régnait sous cette voûte souterraine, la lueur lugubre qui l'éclairait, l'aspect du cadavre étendu dans son cercueil produisirent sur la maréchale un effet épouvantable ; elle jeta un cri douloureux et s'évanouit. J'avais prévu cet accident. Toute mon attention était fixée sur elle, et, dès que je m'aperçus de sa faiblesse, je la soutins dans mes bras et la fis asseoir. Je m'étais précautionné de tout ce qui était nécessaire pour la secourir ; je lui donnai les soins que réclamait sa position. Au bout de quelques instans elle revint à elle ; nous lui conseillâmes de se retirer : elle s'y refusa, se leva, s'approcha du cercueil, en fit lentement le tour en silence, puis, s'arrêtant et laissant tomber ses mains croisées, elle resta quelque temps immobile, regardant la figure inanimée de son époux, et, l'arrosant de ses larmes, elle sortit de cet état en prononçant d'une voix étouffée par des sanglots : Mon Dieu ! ô mon Dieu ! comme il est changé ! »
— Constant Wairy, Mémoires de Constant, premier valet de chambre de l'Empereur.
La maréchale fut très longue à se consoler de la perte de cet époux chéri. Elle n'arrivait pas toujours à maîtriser sa douleur quand quelques circonstances la lui rappelaient publiquement. Accompagnant un jour l'Empereur et l'Impératrice dans une visite à la Manufacture de Sèvres, elle pâlit en voyant un buste de Lannes, exécuté en biscuit avec une grande perfection. Napoléon, sans remarquer son trouble, eut la maladresse de lui demander comment elle trouvait cette image. La malheureuse ne put se contenir et s'éloigna en pleurant. On ne la vit plus de quelques jours aux Tuileries.
L'Impératrice prit une affection des plus tendres pour la duchesse de Montebello ; celle-ci aurait pu être reine consort d'Espagne. Ferdinand VII, à Valençay, demanda à l'Empereur d'épouser mademoiselle de Tascher, cousine germaine de Joséphine et de son propre nom, à l'exemple du prince de Bade qui avait épousé mademoiselle de Beauharnais. L'Empereur, qui pensait déjà à se séparer de l'impératrice Joséphine, s'y refusa, ne voulant pas, par ce nouveau lien, compliquer encore davantage les difficultés. Plus tard, Ferdinand demanda la duchesse de Montebello ou toute autre Française que l'Empereur voudrait adopter.
Elle fut pour Marie-Louise une amie. Les deux femmes devinrent inséparables. Le bruit se répandit que Marie-Louise, apathique et sans caractère, était entièrement gouvernée par la maréchale Lannes, et Napoléon en prit ombrage plus d'une fois. Il lui déplaisait que quelqu'un exerçât un tel pouvoir sur l'esprit de sa femme. Surtout, il avait compté que la dame d'honneur se livrerait à un petit espionnage assez bas et lui révélerait tous les secrets de l'Impératrice.
Il fut entièrement déçu et s'en plaignit à Caulaincourt au moment de son abdication :

« Je n'ai jamais rien pu savoir par Mme de Montebello, dit-il, tandis que Mme de Montesquiou ne me laissait ignorer aucun détail. »

Ainsi l'Empereur fut la seule personne à qui la duchesse ne donna pas satisfaction. Au contraire, dans la biographie qu'elle a consacrée à l'impératrice, l'historienne Geneviève Chastenet prétend que, toute à sa rancœur contre Napoléon qu'elle considérait comme le responsable de la mort de son mari, la duchesse de Montebello mit tout en œuvre pour détacher la souveraine de son mari, lui révélant notamment que l'empereur entretenait des maîtresses. En public, serviable, bienveillante et tout à fait dépourvue d'ambition personnelle, elle sut désarmer peu à peu les envieuses que son élévation ne manquait pas d'irriter.
Lors des malheurs de 1814, « ils ne répondirent pas, disait l'Empereur, au dévouement que l'impératrice avait droit d'en attendre : son écuyer la déserta sans prendre congé ; son chevalier d'honneur ne voulut pas la suivre ; et la dame d'honneur, malgré l'extrême affection que lui portait l'impératrice, crut, disait Napoléon, tous ses devoirs accomplis lorsqu'elle l'eut déposée à Vienne. »

### Fin de vie
En 1818, elle vend le château de Maisons au célèbre banquier Jacques Laffitte. En 1819, elle fait don, à la ville de Lectoure, du palais épiscopal devenu bien national et acheté par le maréchal Lannes : il deviendra hôtel de ville, sous-préfecture et tribunal, il abrite aujourd'hui la mairie.
A la Restauration, elle appuie les libéraux dans l’expérience du journal Le Globe, qui lance le Romantisme et provoque les Trois Glorieuses, ouvrant ses salons aux doctrinaires. Stendhal s’y faufile pour noter les anecdotes et croquer les personnages qui alimenteront son œuvre romanesque.

## Hommages
« La maréchale Lannes avait ce qu’elle a toujours, un ravissant visage rappelant les tableaux les plus beaux de Raphael et du Corrège, j’en ai parlé et je crois que tous les avis sont d’accord relativement à elle… »
— Laure Junot, duchesse d'Abrantès, Mémoires historiques
En 1824, l'obtenteur Jean Laffay lui dédia un cultivar de rose : 'Duchesse de Montebello',.